# مری کی پلیس
 ماری کی پلیس (انگلیسی: Mary Kay Place؛ زادهٔ ۲۳ سپتامبر ۱۹۴۷) یک هنرپیشه، و خواننده اهل ایالات متحده آمریکا است. وی از سال ۱۹۷۳ میلادی تاکنون مشغول فعالیت بوده‌است.
از فیلم‌ها یا برنامه‌های تلویزیونی که وی در آن نقش داشته است می‌توان به جان مالکوویچ بودن، نیویورک، نیویورک، بچه‌ننه، کارآموز، مانی و لو، کاپیتان ران، ایمنی اشیاء، آخرین تعطیلات آخر هفته، لئونی، صحبت مستقیم، شهروند روث، فرشته روشن، جیم بی‌کس و پیکر اشاره کرد.